# 小行星9587
小行星9587（9587 Bonpland）是一颗绕太阳运转的小行星，为主小行星带小行星。该小行星于1990年10月16日发现。

## 轨道参数
小行星9587的轨道半长轴为2.5784140 UA，离心率为0.162。